# Flik 59
La Fliegerkompanie 59 o Divisions-Kompanie 59 (abbreviato in Flik 59D o Flik 59) era una delle squadriglie della Kaiserliche und Königliche Luftfahrtruppen.

## Storia

### Prima guerra mondiale
La squadriglia fu creata a Strasshof an der Nordbahn in Austria e fu inviata al fronte italiano a San Giacomo di Veglia il 10 ottobre 1917. Nell'estate del 1918 partecipò all'offensiva della Battaglia del solstizio nella Sesta Armata. Fu quindi trasferita all'aeroporto di Cordenons e riqualificata come Schlik 59S.
Al 15 ottobre era ancora a Cordenons.
Dopo la guerra, fu sciolta insieme all'intera aeronautica austriaca.